# Asylum (Kiss)
Asylum è il tredicesimo album dei Kiss, pubblicato il 16 settembre del 1985 per l'etichetta discografica Mercury Records.

## Il disco
È definito, assieme al precedente album Animalize, come l'album più duro dei Kiss negli anni ottanta. Asylum presentava infatti brani con sonorità prettamente heavy metal (King of the Mountain, I'm Alive, Love's a Deadly Weapon) affiancati da altri brani più di facile ascolto come Who Wants to Be Lonely e Tears Are Falling, il brano più noto del disco che venne trasmesso molto in radio negli anni ottanta. In evidenza il chitarrista Bruce Kulick, musicista dotato di grande tecnica che nel settembre del 1984 aveva sostituito Mark St. John.
Le differenze rispetto all'album precedente rivelano un sound leggermente più pulito e convenzionale.

## Tracce
1. King of the Mountain (Paul Stanley, Bruce Kulick, Desmond Child) – 4:17
2. Any Way You Slice It (Gene Simmons, Howard Rice) – 4:02
3. Who Wants to Be Lonely (Stanley, Child, Jean Beauvoir) – 4:01
4. Trial by Fire (Simmons, Kulick) – 3:25
5. I'm Alive (Stanley, Kulick, Child) – 3:43
6. Love's a Deadly Weapon (Simmons, Stanley, Rod Swenson, Wes Beech) – 3:29
7. Tears Are Falling (Stanley) – 3:55
8. Secretly Cruel (Simmons) – 3:41
9. Radar for Love (Stanley, Child) – 3:25
10. Uh! All Night (Stanley, Child, Beauvoir) – 3:43

## Formazione
- Gene Simmons - basso, chitarra ritmica nei brani 2 e 4 voce principale o secondaria
- Paul Stanley – chitarra ritmica, basso nel brano 7, voce principale o secondaria
- Bruce Kulick – chitarra solista o ritmica, voce secondaria
- Eric Carr - batteria, voce secondaria

### Altri musicisti
- Jean Beauvoir - basso in Uh! All Night